# École de Biologie Industrielle
Die École de Biologie Industrielle (EBI) ist eine französische Ingenieurhochschule, die 1992 gegründet wurde.
Die Hochschule bildet Ingenieure in der biologischen Industrie mit fünf Spezialisierungen:
- Verfahren und Produktion
- Forschung
- Design und Entwicklung neuer Produkte
- Qualität
- Management und Marketing.[2]

Die EBI ist eine staatlich anerkannte private Hochschule von allgemeinem Interesse mit Sitz in Cergy. Die Schule ist Mitglied der Union des grandes écoles indépendantes (UGEI).